# Як народжуються, живуть і вмирають боги і богині
«Як народжуються, живуть і вмирають боги та богині»— атеїстична книга Омеляна Ярославського. Уперше видана 1923 року як нове видання праці «Як народжуються боги». Книга є порівняльно-історичним дослідженням релігії. У цій книзі Ярославський розкриває земний характер релігійних вірувань, доводить, що християнство перейняло свої релігійні уявлення від язичницьких релігій Сходу та значною мірою є їх видозміною, критикує тексти Нового Завіту та деякі переконання християнських священників, а також намагається довести, що релігійні вірування різних народів в цілому є схожими між собою та показати, як з покращенням соціальних умов відмирають релігійні вірування. Антирелігійна пропаганда в цій книзі вміло поєднується з комуністичною — упродовж усієї книги автор застосовує різноманітні тези радянської комуністичної пропаганди для обґрунтування ворожого ставлення правлячого режиму до релігії.

## Історія
1922 року в Комуністичному університеті імені Я. М. Свердлова, що діяв у Москві, Омелян Ярославський організував гурток, що займався вивченням історії релігії. Одночасно з організацією роботи цього гуртка пропагандист займався власними дослідженнями. Результатом стала перша праця Ярославського з порівняльної історії релігії — «Як народжуються боги». Цю невелику за обсягом книгу було видано 1923 року. Праця розійшлася протягом кількох днів, що спонукало автора підготувати її нове видання. Книга «Як народжуються, живуть і вмирають боги та богині» є значно доповненою та переробленою версією праці «Як народжуються боги», уперше її видали в тому ж 1923 році. Другим і третім виданням вона вийшла відповідно в 1924 і 1925 роках. У ґрунтовно переробленому вигляді книга була перевидана в 1938 році Державним видавництвом антирелігійної літератури, а в 1941 — Державним військовим видавництвом.
Українською мовою книга «Як народжуються, живуть і вмирають боги та богині» видавалася у 1957 і 1958 роках. У 1977 році вийшло третє українське видання, з передмовою та новими примітками, а також з деякими редакційними уточненнями.

## Зміст
Книга складається з 14 розділів і 16 додатків. Перші видання книги містили присвяту: "Комуністичному союзу молоді — юному будівельнику комунізму, що штурмує твердині капіталу на землі і фортеці богів та дияволів на небі, ідучи на зміну старій гвардії, присвячую цю безбожну книгу" (оригінал: "Штурмующему твердыни капитала на земле и крепости богов и дьяволов на небе, идущему на смену старой гвардии, юному строителю коммунизма, — Коммунистическому союзу молодежи посвящаю эту безбожную книгу"). В українському виданні 1977 року присвяти немає, натомість надається вступна стаття, написана регілієзнавцем Борисом Лобовиком, а також передмова від автора. 
У вступній статті Б. Лобовик характеризує основні положення та тенденції розвитку радянського антирелігійного руху в часи написання книги, описує труднощі провадження антирелігійної пропаганди. При цьому автор статті зосереджує значну увагу на ролі В. Леніна як наставника радянської антирелігійної боротьби. Надається докладна характеристика пропонованої праці, описується використаний у ній метод порівняльного дослідження релігії, визначається основна мета праці.
У першому розділі книги, який має назву «Чи завжди люди вірували в Бога?», О. Ярославський піддає критиці деякі переконання релігійних наставників, зокрема твердження, що віра в Бога є фундаментальною для людини і властива їй від народження, а релігія існує від початку історії людства. Крім цього, Ярославський аналізує та спростовує твердження деяких священників, що первісні люди мали мовні навички та системи понять, достатньо розвинуті для того, щоб вони могли давати імена всім видам рослин і тварин, а також описувати "найвищу істоту", тобто Бога. Спираючись на теорію еволюції, автор показує абсурдність таких тверджень. Він доводить, що при народженні людина не має знань мови й чітко сформованих понять, а отже, перші люди на Землі не могли мати поняття Бога.
Другий розділ називається «Як виникають релігійні переконання» і присвячений появі та розвитку релігійних уявлень у людей.